# Baga de la Coma
La Baga de la Coma, és una obaga del terme municipal de Monistrol de Calders, al Moianès.
Està situada a l'esquerra de la Golarda, al sud-est de la masia de la Coma, a la qual pertany, en el vessant nord de la serra que tanca pel nord el Sot de Pumanyà.